# Оливет (Тенеси)
Оливет (енгл. Olivet) насељено је место без административног статуса у америчкој савезној држави Тенеси.

## Демографија
По попису из 2010. године број становника је 1.350.
| Група             | 2000.    | 2010.         |
| Белци             | 0 (0,0%) | 1.278 (94,7%) |
| Афроамериканци    | 0 (0,0%) | 20 (1,5%)     |
| Азијати           | 0 (0,0%) | 3 (0,2%)      |
| Хиспаноамериканци | 0 (0,0%) | 29 (2,1%)     |
| Укупно            | 0        | 1.350         |